# Oxhults naturreservat
Oxhults naturreservat är ett naturreservat i Hishults socken i Laholms kommun i Halland. Det är beläget cirka 4 km väster om Hishult nära byn Oxhult.
Under 2009 fastslog Länsstyrelsen att ett område på cirka 15 hektar av ädellövskog ska skyddas väster om Oxhult. Det nya naturreservatet har ett rikt naturvärde och är unikt med sina gamla urbokskogar. Här finns en rad olika rödlistade arter, däribland ädellav, violettgrå porlav och brödmärgsticka.